# Степной (Новоузенский район)
Степной —поселок в Новоузенском районе Саратовской области в составе сельского поселения Радищевское муниципальное образование. 

## География
Находится на расстоянии примерно 17 километров по прямой на запад от районного центра города Новоузенск.

## История
Официальная дата основания 1954 год.

## Население
Постоянное население составило 206 человек (61% казахи, 31% русские) в 2002 году, 180 в 2010.